# Pegomya skulei
Pegomya skulei este o specie de muște din genul Pegomya, familia Anthomyiidae, descrisă de Verner Michelsen în anul 2008.
Este endemică în Grecia. Conform Catalogue of Life specia Pegomya skulei nu are subspecii cunoscute.